# اوسینی (ایتالیا)
اوسینی (به ایتالیایی: Usigni) یک منطقهٔ مسکونی در ایتالیا است که در پوجیودومو واقع شده‌است. اوسینی ۱۳ نفر جمعیت دارد و ۱٬۰۰۱ متر بالاتر از سطح دریا واقع شده‌است.